# Eryngium lassauxii
El caraguatá, cadilla, (Eryngium lassauxii) es una planta herbácea perenne maleza, de la familia Apiaceae. Cuando se usa el nombre común de “caraguatá”, en realidad se refiere a un grupo de especies de aspecto y características botánicas semejantes:
Pertenecen a la familia de las apiáceas y Género Eryngium; reconociéndose, en la Mesopotamia Argentina, un grupo de nueve especies de "caraguatá": Eryngium coronatus, E. divaricatus, E. ebracteanum, E. elegans, E. ekmanii, E. paniculatum, E. sanguisorba, E. nudicaule y E. pandanifolium.

## Distribución
Eryngium lassauxii es una especie con amplia distribución por toda América del Sur y es común en los distintos ambientes de Argentina.

## Descripción
Es una planta espinosa de tallo erecto y muy ramificado que puede crecer hasta unos 2 m de altura; raíces rizomatosas muy largas, pueden alcanzar 5 m; hojas basales arrosetadas y persistentes. Tallos erectos con hojas caulinares de menor longitud que las basales; extremo floral en panojas en cimas, con capítulos ovoides, pedunculados. Su fruto es un aquenio.
Plantas con vigoroso sistema radicular rizomatoso que le permite soportar todo tipo de situaciones adversas, entre otras: fuego, fuertes heladas, que secan la parte aérea, posteriormente rebrotan con más vigor.
Vegetan fuertemente en otoño – invierno, florecen a fines de primavera y comienzo del verano; emitiendo los tallos (varas) en plena primavera (austral: fines de octubre).
Producen importantísima cantidad de semillas, de fácil diseminación.
El ganado es la principal vía de dispersión de esta maleza, llevando semillas en pezuñas y pelo. Así aparece en nuevas áreas donde no existía antes. Se propaga por semillas y por rizomas.

## Usos
No se cultiva, por el contrario, se le combate por ser sumamente agresiva en lotes destinados al pastoreo o a la producción de forraje. Además, en la herbolaria tradicional se le atribuyen propiedades diuréticas y cicatrizantes, sus hojas tiernas y su raíz pueden consumirse en ensaladas y cuando se seca puede usarse como adorno.

### Importancia económica
Por su agresivo carácter invasor, el caraguatá necesita especial atención, es una limitante importante para la producción ganadera, disminuyendo su capacidad receptiva en lotes invadidos, y, en casos extremos, de alta densidad, (100 % de cobertura), inutiliza absolutamente el área. Al vacuno, normalmente no le apetece, salvo bajo presión de hambre.

### Control biológico
Tiene algunos enemigos naturales: insectos y arácnidos, pero no ocasionan daños de importancia sobre la maleza. No son tenidos en cuenta.
Puede utilizarse el ganado vacuno, con alta carga instantánea, en lotes de manejo con alambrado eléctrico, con muy buenos efectos, pues esa alta carga de pastoreo obliga a comer "a ras" el caraguatal.

### Control preventivo
En lotes con poco caraguatá, o recién apareciendo la maleza, es conveniente intentar eliminar la especie, impidiendo al menos su floración / fructificación, de manera de parar su difusión. Puede consistir también de tratamientos químicos localizados, individuales, adecuados para situaciones de baja densidad de plantas o comienzos de infestación

## Taxonomía
Eryngium lassauxii fue descrita por Joseph Decaisne y publicado en Bull. Soc. Bot. France 20: 22. 1873
Etimología
Eryngium: nombre genérico que probablemente hace referencia a la palabra que recuerda el erizo: "Erinaceus" (especialmente desde el griego "erungion" = "ción"), sino que también podría derivar de "eruma" (= protección), en referencia a la espinosa hojas de las plantas de este tipo.
lassauxii: epíteto